# 西池和人
西池 和人（にしいけ かずと、1993年2月17日 - ）は、日本の元陸上競技選手。専門は長距離走。大阪府出身。豊中市立第十一中学校、須磨学園高等学校、法政大学を卒業後、コニカミノルタに所属した。

## 来歴
- 須磨学園高等学校時代には高校トップレベルの選手として国内の大会だけでなく、ユースオリンピック、世界クロスカントリー選手権大会(ジュニア)など数々の国際大会で日本代表として活躍した[2][3]。
- 高校2年時の2009年新潟国体少年男子A10000mで、外国人留学生や1学年上の大迫傑・油布郁人・設楽啓太など錚々たるメンバーを抑え、28分39秒04という大会記録で優勝。この記録は現在でも高校2年生歴代最高記録として保持されている。
- 高校3年時には日本ジュニア陸上競技選手権大会5000mで優勝。インターハイ5000mでは日本人1着で準優勝[4]。全国高校駅伝では1区で区間賞を獲得するなど無類の強さを見せた[5]。
- 高校卒業後は法政大学に進学。箱根駅伝には2年時の第89回大会に1度だけ出場。1区を走り区間3位と好走した。しかし、大学時代全体を通して、高校時代と比べると派手な実績を残すことができなかった。
- 大学卒業後はコニカミノルタに就職。2015年11月に行われた八王子ロングディスタンスで高校2年以来の10000mの自己ベストを更新。2016年元日のニューイヤー駅伝では1区に出走し、区間3位の好走。コニカミノルタの準優勝に貢献した。
- 2022年3月をもってコニカミノルタ陸上競技部を退部するとともに、現役を引退。退社はせず、現在は社業に専念している。

## 人物
- お調子者の性格で、レースでもゴールの瞬間に投げキッスをしたり"カモン！"とポーズつきで煽ったりするなどのパフォーマンスを見せる。
- そのお調子者の性格ぶりは、NHK総合テレビで平日午前に放送されている『ひるまえほっと』で、2017年2月23日に放送のコニカミノルタ陸上競技部の特集が組まれた際にも放映され、そこで「僕がいることで陸上競技部が回っている」と発言した。しかし、1期後輩の神野大地からは「西池さんは、いつも1人で引きこもっている」と突っ込まれていた。

## 主な戦績
| 年   | 大会                                       | 種目         | 順位               | 記録                |
| ---- | ------------------------------------------ | ------------ | ------------------ | ------------------- |
| 2008 | 第13回全国都道府県対抗駅伝競走大会         | 2区(3.0km)   | 区間15位           | 8分57秒             |
| 2009 | 第14回全国都道府県対抗駅伝競走大会         | 4区(5.0km)   | 区間4位            | 14分36秒            |
| 2009 | 第3回日本ユース陸上競技選手権大会          | 3000m        | 優勝               | 8分22秒29           |
| 2009 | 第6回世界ユース陸上競技選手権大会          | 3000m        | 8位                | 8分16秒73           |
| 2009 | 第64回国民体育大会陸上競技                 | 少年A 10000m | 優勝               | 28分39秒04 (大会新) |
| 2009 | 第60回全国高等学校駅伝競走大会             | 1区(10.0km)  | 区間6位            | 29分29秒            |
| 2010 | 第15回全国都道府県対抗駅伝競走大会         | 1区(7.0km)   | 区間2位            | 20分15秒            |
| 2010 | 第45回千葉国際クロスカントリー大会         | ジュニア8km  | 優勝               | 23分29秒            |
| 2010 | 第38回世界クロスカントリー選手権大会       | ジュニア8km  | 38位               | 24分01秒            |
| 2010 | 第26回日本ジュニア陸上競技選手権大会       | 5000m        | 優勝               | 14分03秒45          |
| 2010 | 第13回世界ジュニア陸上競技選手権大会       | 5000m        | 7位                | 13分54秒33          |
| 2010 | 第63回全国高等学校総合体育大会陸上競技大会 | 5000m        | 準優勝 (日本人1位) | 14分00秒54          |
| 2010 | 第1回ユースオリンピック                    | 3000m        | 4位                | 8分08秒57           |
| 2010 | 第61回全国高等学校駅伝競走大会             | 1区(10km)    | 区間賞             | 29分35秒            |
| 2011 | 第16回全国都道府県対抗駅伝競走大会         | 1区(7.0km)   | 区間4位            | 20分09秒            |
| 2013 | 第89回東京箱根間往復大学駅伝競走           | 1区(21.4km)  | 区間3位            | 1時間03分47秒       |
| 2016 | 第60回全日本実業団対抗駅伝競走大会         | 1区(12.3km)  | 区間3位            | 35分28秒            |

## 自己ベスト
- 5000m : 13分37秒93
- 10000m : 28分37秒22
- ハーフマラソン :1時間02分36秒